# Trachelipus marsupiorum
Trachelipus marsupiorum là một loài chân đều trong họ Trachelipodidae. Loài này được Verhoeff miêu tả khoa học năm 1943.